# Dettopsomyia fruhstorferi
Dettopsomyia fruhstorferi är en tvåvingeart som först beskrevs av Oswald Duda 1924.  Dettopsomyia fruhstorferi ingår i släktet Dettopsomyia och familjen daggflugor.
Artens utbredningsområde är Vietnam. Inga underarter finns listade i Catalogue of Life.